# Delft
Pronunciação
Delft é uma cidade dos Países Baixos, localizada na província da Holanda do Sul, a 9 km da Haia e 18 km de Roterdão. 

## Histórico
É um dos centros mais antigos do país, tendo já sido mencionada em 1062. Delft foi palco, em 1584, do assassinato de Guilherme I, por um fanático católico. O belo mausoléu de Guilherme I encontra-se na Nieuwe Kerk, antiga igreja de Santa Úrsula, hoje transformada em templo protestante, onde se ergueu também o túmulo de Hugo Grotius, e os túmulos dos monarcas holandeses.

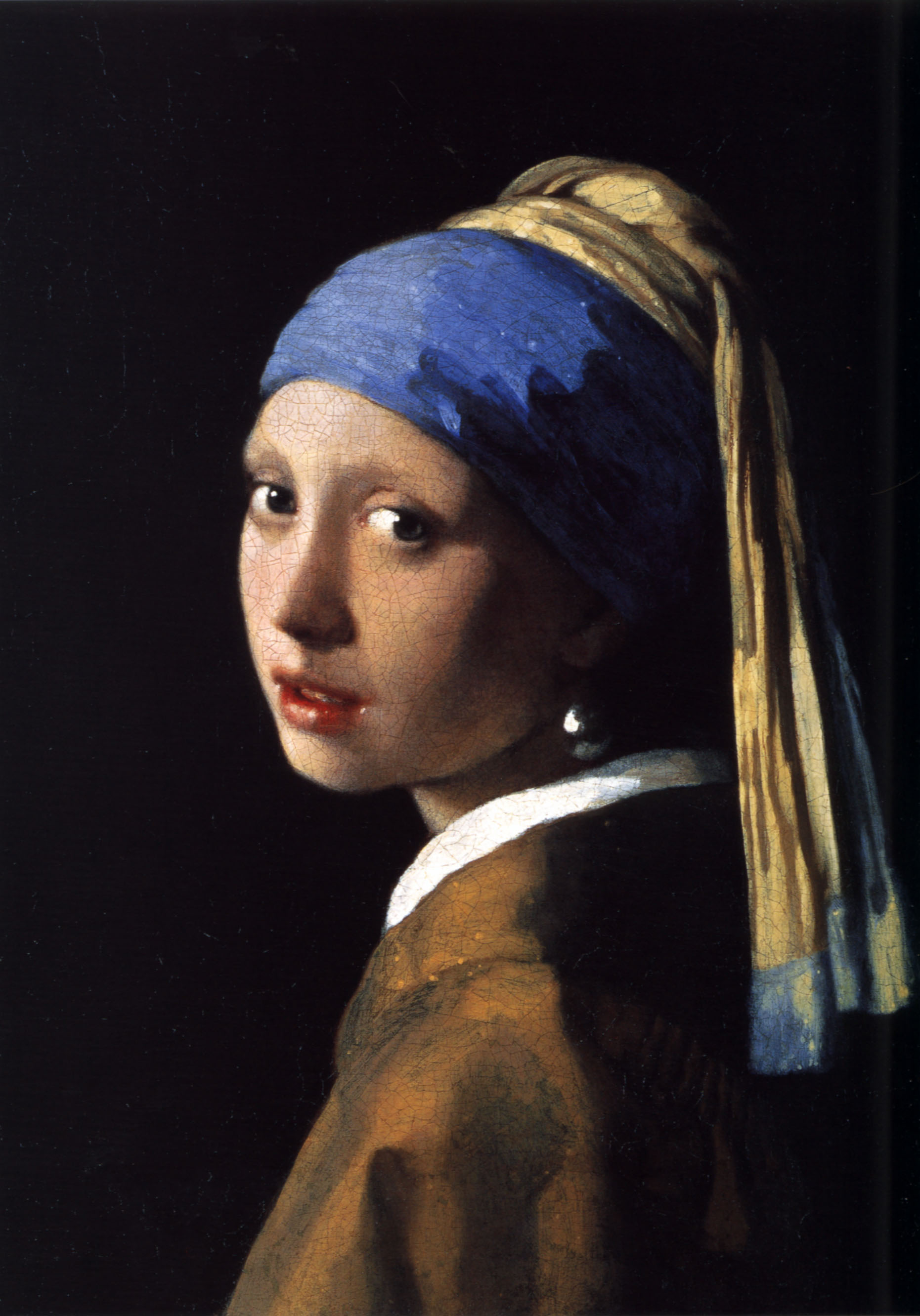
Mulher com o brinco de pérola, por Johannes Vermeer.

Pátria do pintor Johannes Vermeer, Delft também se fez famosa por suas fábricas de faiança, que datam de meados do século XVII. O apogeu dessa indústria, que se inspirou, inicialmente, em modelos chineses, situa-se entre 1680 e 1740, tendo sido Abraham de Coog seu mestre principal. Toda a cerâmica européia sofreu influências da de Delft. A produção do velho centro industrial se diversificou, incluindo papel pintado, gengibre, couro, vidro, vinagre, tabaco, sabão e lêvedo de cerveja. Delf hospeda ainda uma das universidades técnicas mais renomeadas da Europa, a Universidade Técnica de Delft.

## Personalidades célebres
O segundo pintor neerlandês mais famoso do século XVII, Johannes Vermeer, nasceu e viveu toda a sua vida na cidade de Delft. Antonie van Leeuwenhoek, um dos precursores da observação microscópica no século XVII, nasceu e viveu em Delft.

## Turismo
- Mercado de 5.ª feira na praça central da cidade
- Mercado de Sábado numa praça secundária no centro de Delft
- Bolachas típicas Stroopwafels (tremendamente doces, mas deliciosas)
- Queijo Gouda
- Porcelana típica azul (Delft Blue) e de outras cores de inspirações italianas e orientais. A porcelana 100% pintada à mão é sempre acompanhada de um certificado com o número da peça, por isso, se é turista, tenha em atenção para não ser enganado.

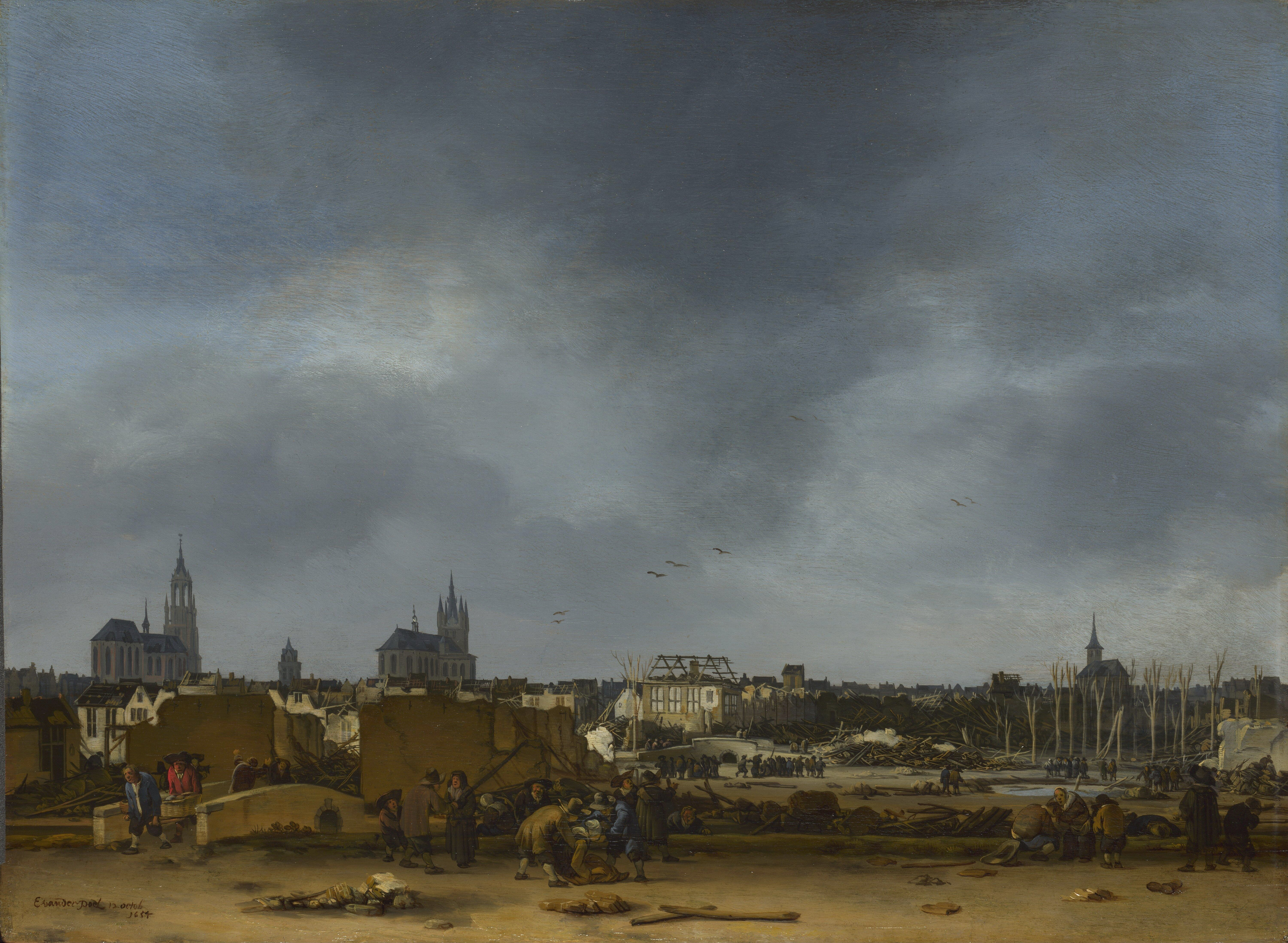
Visão artística do pós-explosão.

## Explosão de Delft
Esse foi um dos eventos mais bizarros que ocorreram no século XVII. No dia 12 de outubro de 1654, uma manhã normal de segunda-feira na cidade, Uma tremenda explosão ocorreu. Noventa mil libras de pólvora subiram em cinco rajadas quase simultâneas. Foi relatado que as explosões foram ouvidas até na ilha de Texel, a 150 km de distância. Cerca de 25% da área de Delft foi destruída. Ao menos cem pessoas morreram e milhares foram feridas. Esse evento, ficou conhecido como o "Trovão de Delft", que pode ter sido a maior explosão humana do mundo, já vista até então.

## Galeria

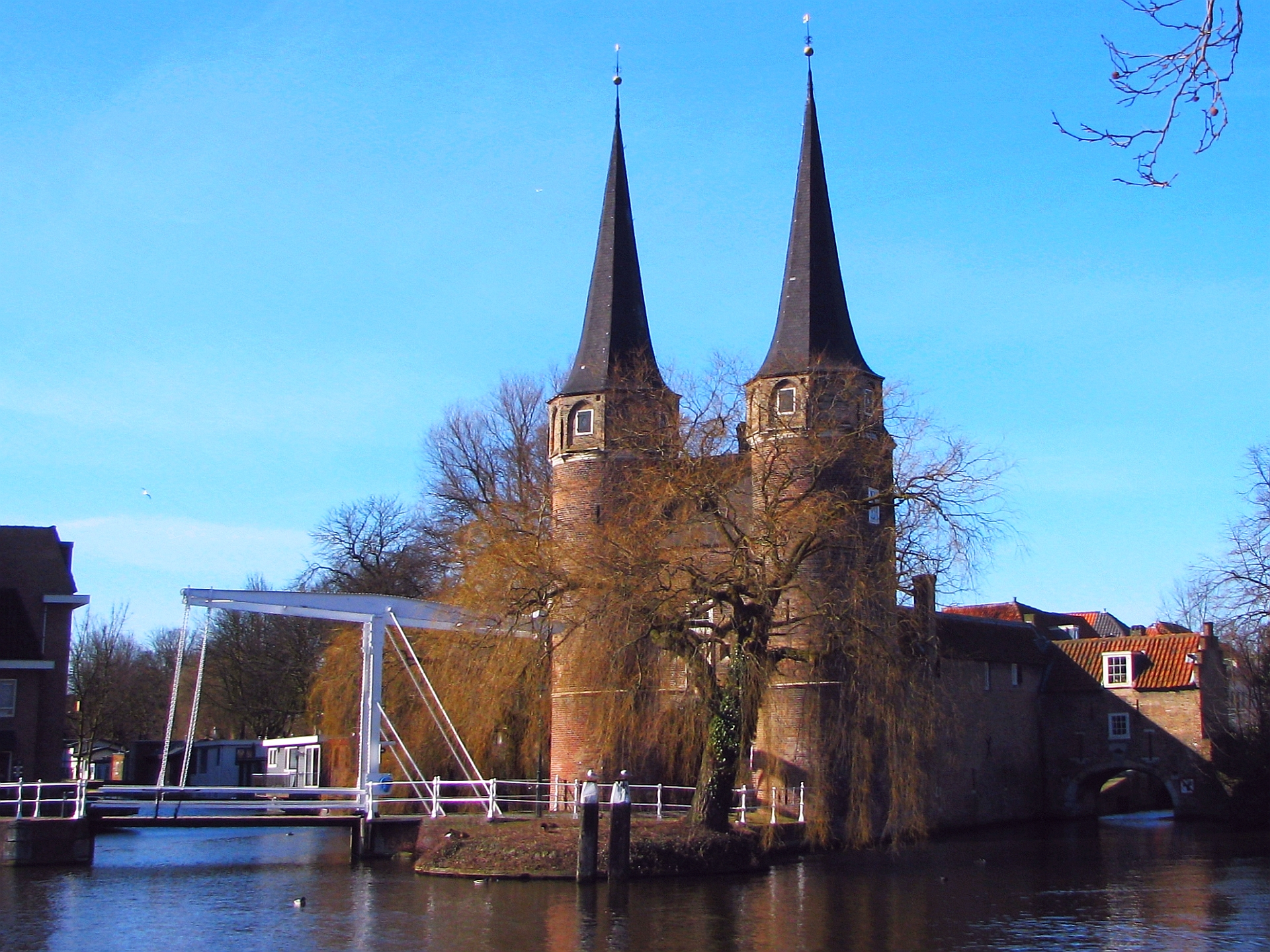
Portão da cidade de Delft "Oostport".
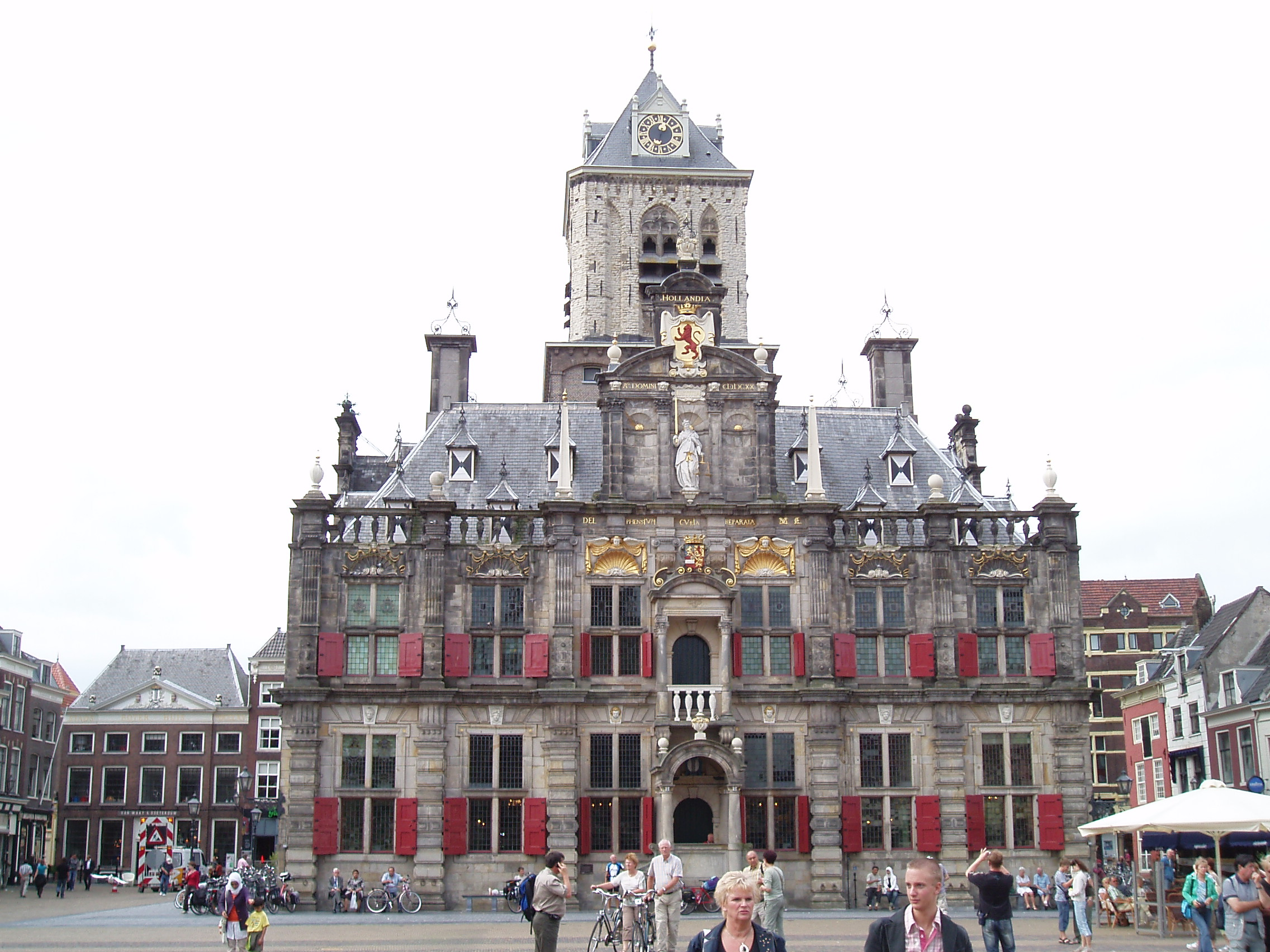
A Câmara Municipal (Stadhuis) de Delft.

## Geografia

### Demografia

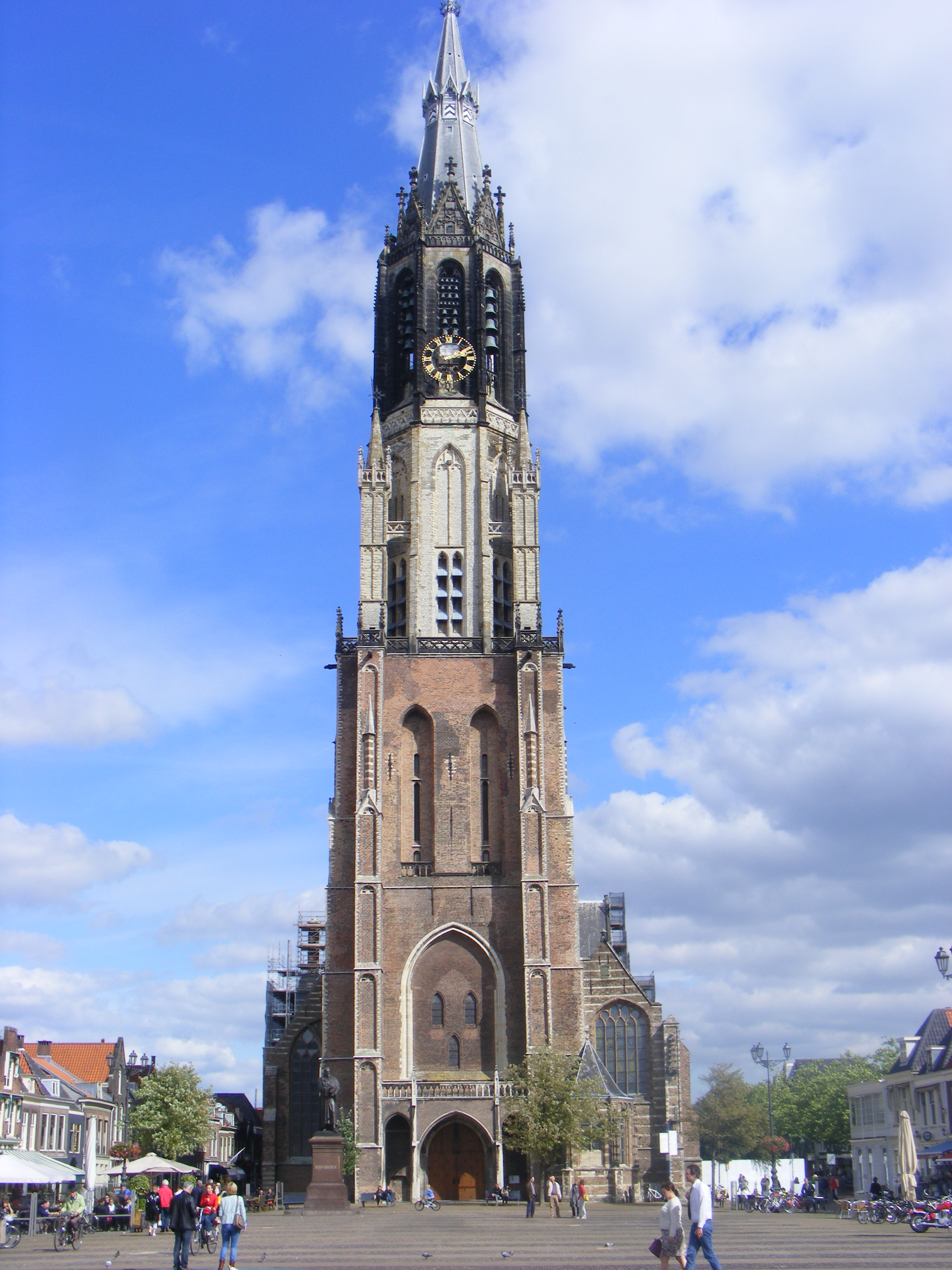
A Niewue Kerk, igreja em Delft

Em 1 de janeiro de 2019, a população de Delft era de 103.163 habitantes, consistindo em uma densidade populacional de 4 555 habitantes por quilômetro quadrado. Da população total, 54.831 eram homens e 48 332 eram mulheres. A taxa de natalidade era de 8,9 nascimentos por mil habitantes, enquanto a de mortalidade era de 7 mortes por mil habitantes, consistindo em um aumento natural de população. 10 742 pessoas mudaram-se para a cidade, consistindo 103,9 mudanças por mil habitantes. No mesmo período, 10 495 pessoas mudaram-se para outras cidades, consistindo 101,5 partidas por mil habitantes. Tendo um crescimento populacional e taxa de migração positiva, a população da cidade cresceu 432 habitantes no período especificado.
Uma estimativa de 2019 indicou que haviam 87 827 cidadãos neerlandeses morando na cidade, 6 708 vindos de outros países da União Europeia e o Reino Unido, e 8 628 de outras nacionalidades. O país de nascimento dos pais mais comum era os Países Baixos (66 137), seguido pela Turquia (2.702), Suriname (2.454), as Antilhas Neerlandesas (1 750) e Marrocos (1 600). 15 340 originavam-se de países ocidentais e 13.180 de outros países.

### Clima

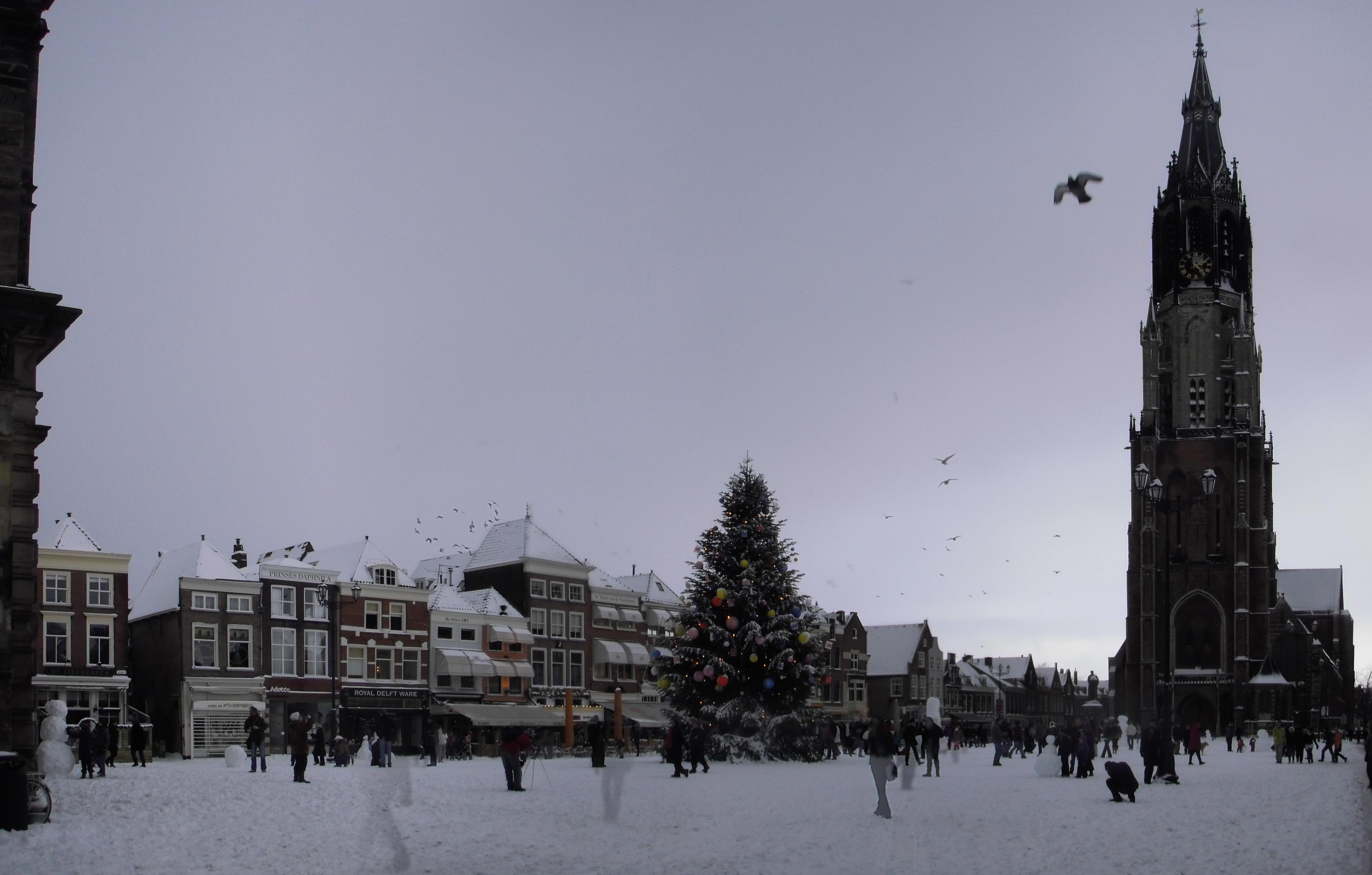
Dia nevado em Delft

O clima de Delft é temperado oceânico (Cfb), com uma temperatura média anual de 10,8°C e 847mm de precipitação. A temperatura anual geralmente varia entre 1°C e 22°C, raramente abaixo de -5°C ou acima de 27°C. O verão é agradável e o inverno é longo, muito frio e de ventos fortes. No verão a temperatura média durante o dia é de 20°C e no inverno é um pouco acima de 0°C. O clima da cidade é fortemente influenciado pelo mar do Norte e a corrente do Golfo, e devido a isso as temperaturas durante o verão e o inverno são relativamente próximas.
A estação mais chuvosa é o outono, sendo agosto, outubro e novembro os meses mais chuvosos (83mm, 82mm e 81mm, respectivamente). Abril é o mês menos chuvoso, com 51mm de precipitação. Há uma média de 11 dias de chuva em novembro e dezembro, 10 em janeiro, julho, agosto, setembro e outubro, 9 em fevereiro, março e maio, e 8 em abril e junho. Os meses com mais neve são dezembro, janeiro e fevereiro (aproximadamete 1 dia). Longos períodos de geada são incomuns.
| Dados climatológicos para Delft | Dados climatológicos para Delft | Dados climatológicos para Delft | Dados climatológicos para Delft | Dados climatológicos para Delft | Dados climatológicos para Delft | Dados climatológicos para Delft | Dados climatológicos para Delft | Dados climatológicos para Delft | Dados climatológicos para Delft | Dados climatológicos para Delft | Dados climatológicos para Delft | Dados climatológicos para Delft | Dados climatológicos para Delft |
| Mês                             | Jan                             | Fev                             | Mar                             | Abr                             | Mai                             | Jun                             | Jul                             | Ago                             | Set                             | Out                             | Nov                             | Dez                             |                                 |
| ------------------------------- | ------------------------------- | ------------------------------- | ------------------------------- | ------------------------------- | ------------------------------- | ------------------------------- | ------------------------------- | ------------------------------- | ------------------------------- | ------------------------------- | ------------------------------- | ------------------------------- | ------------------------------- |
| Temperatura máxima média (°C)   | 6,1                             | 6,7                             | 9,5                             | 13,3                            | 16,6                            | 19,3                            | 21,3                            | 21,1                            | 18,6                            | 14,6                            | 10,1                            | 6,8                             |                                 |
| Temperatura média (°C)          | 4,1                             | 4,2                             | 6,3                             | 9,7                             | 13,2                            | 16                              | 18,1                            | 17,9                            | 15,6                            | 12                              | 8                               | 5                               |                                 |
| Temperatura mínima média (°C)   | 2,2                             | 1,8                             | 3,3                             | 6                               | 9,6                             | 12,4                            | 14,7                            | 14,7                            | 12,8                            | 9,5                             | 6                               | 3,2                             |                                 |
| Chuva (mm)                      | 71                              | 57                              | 56                              | 51                              | 52                              | 64                              | 79                              | 83                              | 82                              | 81                              | 81                              | 80                              |                                 |
| Dias com chuva                  | 10                              | 9                               | 9                               | 8                               | 9                               | 9                               | 8                               | 10                              | 10                              | 10                              | 11                              | 11                              |                                 |
| Humidade relativa (%)           | 84                              | 82                              | 79                              | 74                              | 74                              | 74                              | 75                              | 76                              | 78                              | 81                              | 85                              | 84                              |                                 |
| Fonte:                          |                                 |                                 |                                 |                                 |                                 |                                 |                                 |                                 |                                 |                                 |                                 |                                 |                                 |